# ルイス・メディナ・カンタレホ
ルイス・メディーナ・カンタレホ（Luis Medina Cantalejo、1964年3月1日 - ）は、スペイン出身の元サッカー審判員。本業はスポーツアセッサーである。
FCバルセロナとレアル・マドリードの間で行われるエル・クラシコの主審を務めることができた、限られた審判員のひとりであった。
国際審判としては、2004年9月4日に行われたドイツW杯予選トルコ対ジョージア戦で初めて笛を吹いた。2009年には、UEFAカップ決勝のFCシャフタール・ドネツク対ヴェルダー・ブレーメン戦の笛を吹いた。

## デヴィッド・ベッカムとの関係
デヴィッド・ベッカムがレアル・マドリードに移籍して初めて受けたレッドカードはカンタレホによるものである。また、2005年10月のイングランド対オーストリア戦で、ベッカムはカンタレホから2枚の警告を受けて退場した。イングランド代表主将が退場した初めての例であった。
2006年4月、ベッカムはカンタレホに対して「彼はバルサファンだ」と発言した。

## 2005年 オーストラリアvsウルグアイ戦
2005年11月16日に行われたオーストラリア対ウルグアイ戦の笛を吹いた。この試合はドイツW杯の大陸間予選であり、非常に注目度が高かった。この試合で彼は50ものファールを取った。パブロ・ガルシアがたびたび犯した危険なファールを見逃したり、トニー・ポポヴィッチがアルバロ・レコバの顔に肘を入れた場面をイエローカードで済ませるなど、その判定には疑問符がついた。PK戦の末にオーストラリアが敗れたため、オーストラリアのメディアからの批判の的となった。

## その他の試合
2007年10月、UEFA欧州選手権2008予選のイングランド対ロシア戦で笛を吹いたが、ウェイン・ルーニーがペナルティ・エリアの中でコンスタンティン・ズリアノフを倒したとしてPKの判定を下した。しかし実際にルーニーが反則を犯した場所はペナルティ・エリアの外であった。